# Niebezpieczne kłamstwo
Niebezpieczne kłamstwo (tytuł oryg. Dangerous Lies) – brytyjski niemy dramat filmowy z 1921 w reżyserii Paula Powella. Autorką scenariusza jest Mary H. O’Connor, która opracowała go na podstawie krótkiego opowiadania Twice Wed E. Phillipsa Oppenheima z 1921. W rolach głównych wystąpili David Powell, Mary Glynne i Warburton Gamble.
20 września 1921 zarejestrowano prawa autorskie dla Famous Players-Lasky pod numerem LP16975. Projektantem planszy tekstowej był Alfred Hitchcock, późniejszy reżyser. Wszystkie kopie  Niebezpiecznego kłamstwa nie zachowały się do czasów współczesnych.

## Fabuła
Kiedy Reverend Farrant (Ernest A. Douglas) umiera, jego dwie córki – Joan i Olive (Mary Glynne, Minna Grey) – żyją w biedzie, ponieważ mężczyzna został oszukany przez londyńczyka Leonarda Pearce’a (Warburton Gamble), który zabiegał o względy Joan. Olive wkrótce zostaje pielęgniarką, ale traci stanowisko. W zaistniałej sytuacji Joan zgadza się wyjść za mąż za Pearce’a, pod warunkiem, że jej siostra będzie mogła zamieszkać razem z nimi. Po ślubie, gdy Joan odkrywa przestępczą działalność męża, wyjeżdża do Londynu, gdzie zostaje sekretarką sir Henry’ego Bonda (David Powell), kolekcjonera antycznych książek. Mężczyzna wkrótce zakochuje się w pracownicy, lecz kobieta początkowo odrzuca jego uczucia. Gdy dowiaduje się, że jej mąż Leonard Pearce zmarł, przyjmuje wyznanie Bonda. Pogłoski o śmierci Pearce’a okazują się kłamstwem; dowiedziawszy się o ślubie Joan z Bondem, Pearce jedzie do Londynu, gdzie pomiędzy mężczyznami dochodzi do rękoczynów. W trakcie walki Pearce doznaje zawału serca i umiera.

## Obsada
Opracowano na podstawie materiału źródłowego:

- David Powell – sir Henry Bond
- Mary Glynne – Joan Farrant
- Warburton Gamble – Leonard Pearce
- Minna Grey – Olive Farrant
- Ernest A. Douglas – Reverend Farrant
- Arthur Cullin – Eli Hodges
- Clifford Grey – Franklin Bond
- Harry Ham – Phelps Westcott
- Philip Hewland – doktor
- Daisy Sloane – Nanette

## Produkcja

### Realizacja

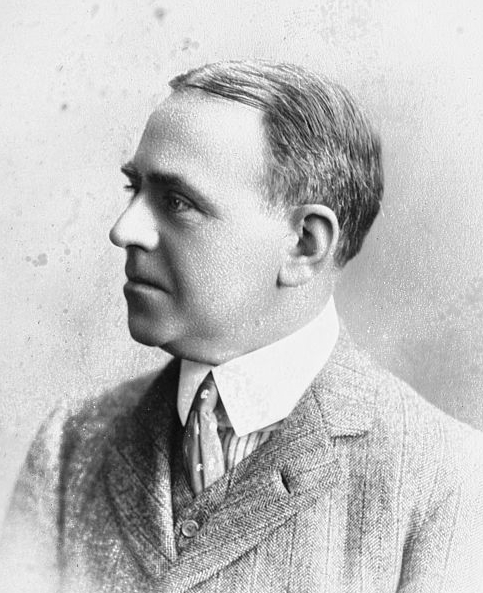
E. Phillips Oppenheim, autor opowiadania Twice Wed, na motywach którego opracowano scenariusz

Film Niebezpieczne kłamstwo wyreżyserował Paul Powell. Autorką scenariusza jest Mary H. O’Connor, która opracowała go na podstawie krótkiego opowiadania Twice Wed pióra E. Phillipsa Oppenheima z 1921.
Zdjęcia do filmu realizowano w Monte Carlo oraz w studiu przy Pool Street na Islington w północnej części Londynu, należącym do Famous Players-Lasky. Na potrzeby produkcji wybudowano duży, dwupiętrowy dom, składający się z biblioteki, sypialni, przedpokoju, klatki schodowej i poddasza. W dniu, w którym realizowano scenę ucieczki, reżyser potrzebował pręgowanego kota. W tym samym czasie budynek studia odwiedzał inny błąkający się po okolicy czarny kot. Jego obecność wzbudzała zazdrość u zwierzaka wynajętego do gry. Aby zapobiec bezpośredniej konfrontacji, Powell trzymał jednego z nich, gdy sceny były realizowane. Jak relacjonował felietonista „Picturegoera”, duży temperament obydwu kotów oraz konieczność nagrywania dubli spowodowały atak agresji u czarnego kota, wskutek czego Powell miał podrapaną całą twarz, próbując uspokoić zwierzaka. Po zakończeniu zdjęć reżyser przygarnął czarnego kota.
Niebezpieczne kłamstwo zarejestrowano na standardowej taśmie 35 mm w formacie 1.37:1. Projektantem planszy tekstowej był Alfred Hitchcock, późniejszy reżyser.

## Odbiór

### Premiera kinowa i recenzje
Premiera Niebezpiecznego kłamstwa w Stanach Zjednoczonych, gdzie film był dystrybuowany przez Paramount Pictures, miała miejsce 18 września 1921. Wydano go w sześciu rolkach o łącznej długości 1632 metrów (5,355 stóp). W Wielkiej Brytanii film Powella wszedł na ekrany kin 29 września. 
Jeden z krytyków „Exhibitors Herald” wyrażał pozytywną opinię, pisząc, że Niebezpieczne kłamstwo jest „typowym angielskim dreszczowcem, z pięknymi scenami, doskonałymi zdjęciami i bardzo dobrym aktorstwem”.